# 小喬治·W·凱西

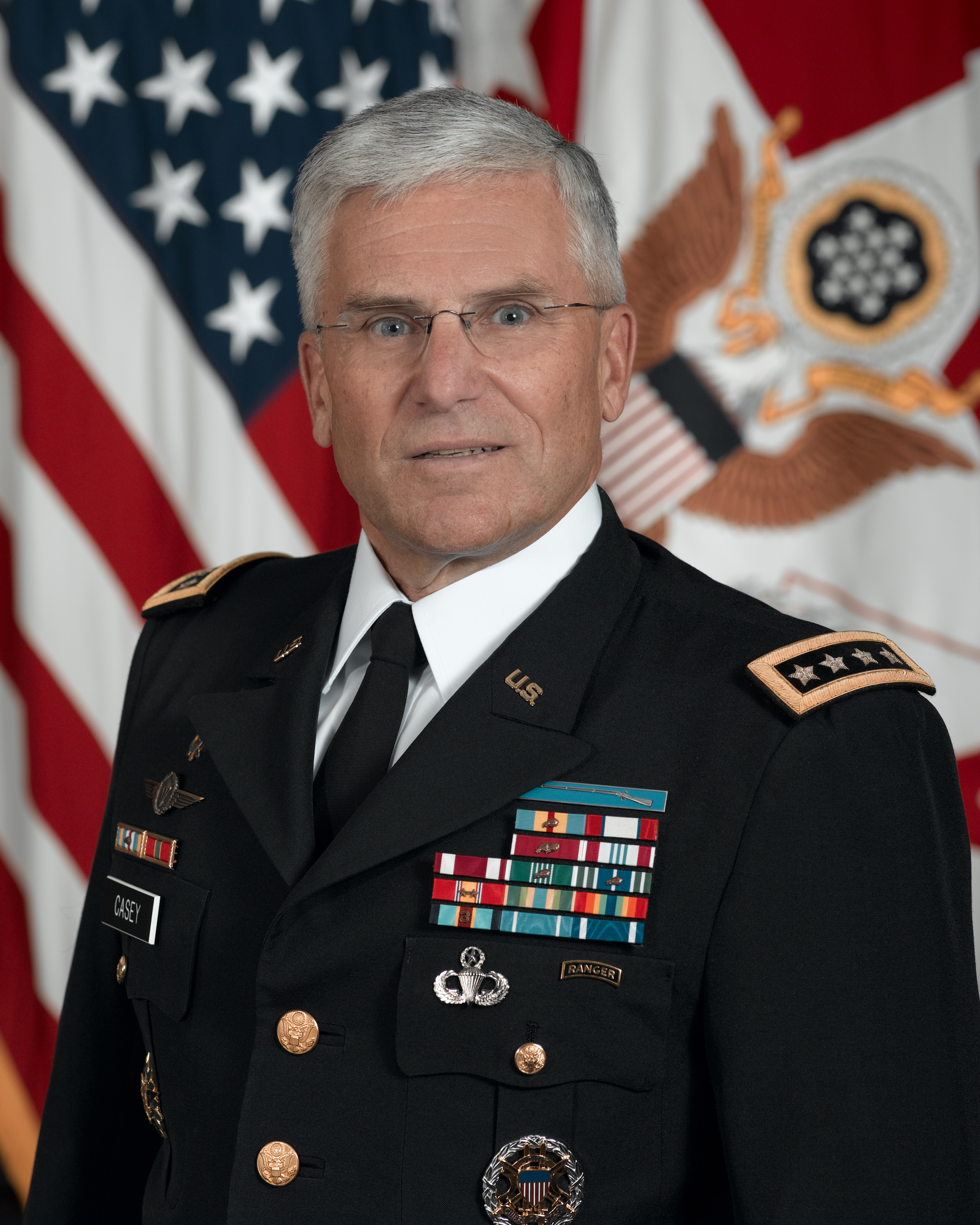
喬治·凱西

小喬治·威廉·凱西（George W. Casey, Jr.，1948年7月21日—）。2007年至2011年任美国陆军参谋长。
喬治·凱西將軍在喬治城大學獲得國際關係學士學位，1970年大學畢業後透過陸軍預備役軍官訓練團（ROTC）參軍。喬治·凱西之後再取得丹佛大學國際研究學院（Graduate School of International Studies）之碩士學位。他於2004年擔任駐伊拉克之多國聯軍指揮官。